# Бевин, Эрнест
Э́рнест Бе́вин (англ. Ernest Bevin; 9 марта 1881[…], Winsford, Сомерсет — 14 апреля 1951[…], Вестминстер, Большой Лондон) — британский профсоюзный руководитель и государственный деятель.

## Биография
Родился 9 марта 1881 в Уинсфорде (графство Сомерсет). Остался круглым сиротой, когда ему не исполнилось и семи лет. Оставил школу в 11 лет, работал на ферме. В 1894 г. переехал в Бристоль, где работал водителем грузовика. Позднее стал баптистским проповедником.
К 1914 стал одним из трёх ведущих организаторов общенационального профсоюзного движения. В 1918 г. баллотировался в парламент от Лейбористской партии. В 1921 г. выступил инициатором объединения профсоюзов транспортников и создания национального профсоюза транспортных и неквалифицированных рабочих (в 1922—1940 его генеральный секретарь). Как генеральный секретарь профсоюза, Бевин не возражал против закончившейся поражением всеобщей забастовки 1926, хотя и считал её мало подготовленной. В 1930 г. Бевин стал членом комиссии Макмиллана по национальной финансовой и банковской системе и в 1938 принял активное участие в консультациях с правительством по вопросам перевооружения.
В течение ряда лет накануне Второй мировой войны выступал против пацифистов в рядах Лейбористской партии и в 1935 году добился отставки их лидера в парламенте Дж. Лэнсбери. Бевин был противником Мюнхенского соглашения и сторонником вооружения Великобритании. Вскоре после начала Второй мировой войны был избран в парламент и занял должность министра труда в коалиционном правительстве У. Черчилля.
После войны ушёл со своего поста, чтобы принять участие в выборах 1945 года. Стал министром иностранных дел в лейбористском правительстве К. Эттли и вместе с ним участвовал в Потсдамской конференции руководителей трех держав.
В 1946 году выдающийся русский востоковед-эмигрант В. Ф. Минорский сделал политическое заявление, осудившее Эрнеста Бевина за солидарность с премьер-министром Турции Сараджоглу в том, что, якобы, «в регионах Карса и Ардагана нет армян». Минорский напомнил известные слова Гитлера: «Кто сегодня помнит о резне армян?!» и указал, что память человечества не так уж коротка и оно помнит, что сделали младотурки с армянами.
Бевин был сторонником сохранения стремительно распадавшейся Британской империи и жёсткой внешней политики. Стремясь предотвратить советскую экспансию в Европу в ходе развития холодной войны, работал в тесной связи с США и поддержал план Маршалла по восстановлению разрушенной войной экономики стран Европы.
Принимал активное участие в создании Западноевропейского союза (Брюссельский пакт 1948) и Организации Североатлантического договора (НАТО) в 1949 году. Его предложение создать в Палестине федеративное государство евреев и арабов было отвергнуто и евреями, и арабами.
Умер в Лондоне 14 апреля 1951.